# Cucina huaiyang

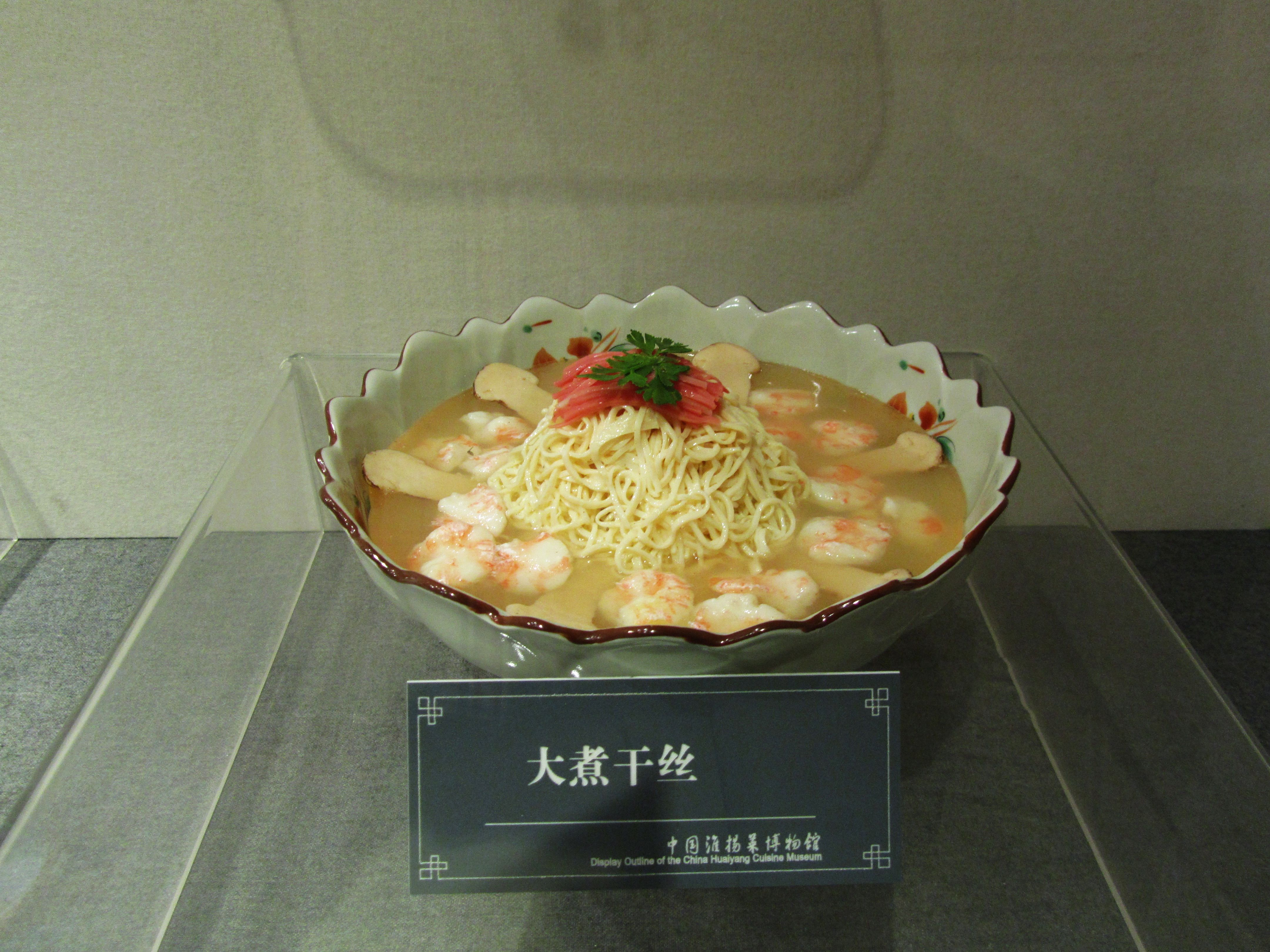
Dahzu Gansi

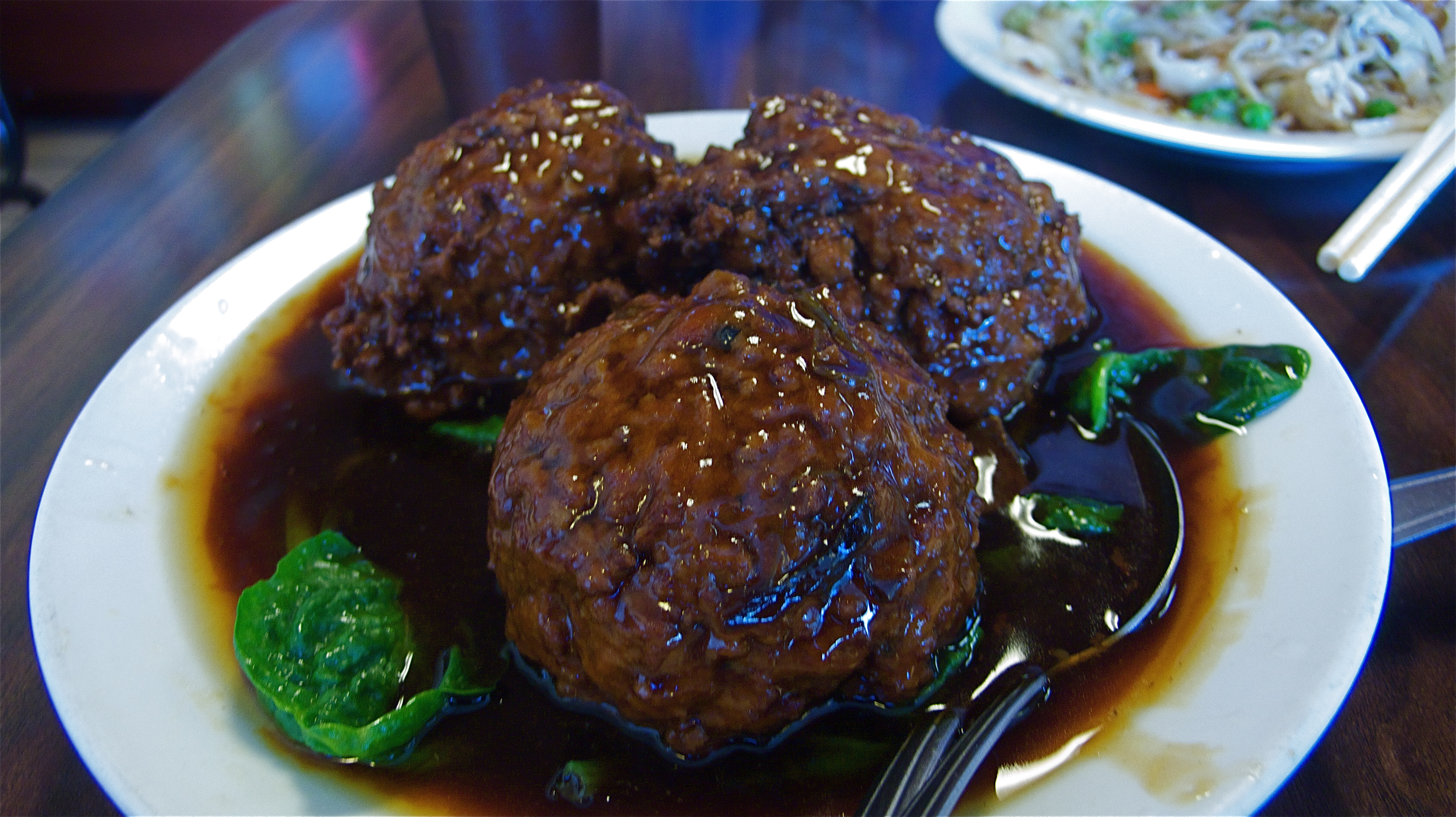
Testa di Leone

la cucina huaiyang (cinese semplificato:  淮扬菜; cinese tradizionale:  淮揚菜; pinyin:  Huáiyáng cài) è una delle cucine tradizionali cinesi. Proviene dagli stili di cucina nativi della regione che circonda il basso fiume di Huai e dello Yangtze, ed è concentrata nelle città di Huai'an, Yangzhou e Zhenjiang nella provincia di Jiangsu.
Sebbene sia uno degli stili subregionali della cucina dello Jiangsu, nei circoli culinari cinesi è ampiamente considerata come la più famosa e la più prestigiosa della cucina di Jiangsu, e una delle quattro grandi tradizioni (四大菜系) che dominano l'eredità culinaria in Cina, insieme alla cucina cantonese, la cucina dello Shandong e la cucina del Sichuan.